# Литл-Траверс-Бей
Литл-Траверс-Бей (англ. Little Traverse Bay Reservation) — индейская резервация народа оттава, расположенная в центральной части штата Мичиган, США.

## История
В середине XIX века правительство США объединило несколько групп оттава, потаватоми и оджибве на севере Нижнего полуострова Мичигана в одно племя. Оттава Мичигана более ста лет боролись за свои права и создание собственной резервации. Американские власти отказывались признавать их даже после принятия Закона о реорганизации индейцев. Лишь в 1994 году президент США Билл Клинтон подписал указ, согласно которому, племя оттава литл-траверс-бей было признано на федеральном уровне и получило собственную резервацию.

## География
Резервация состоит из нескольких несмежных участков, расположенных на севере Нижнего полуострова Мичигана, большинство которых находятся в округе Эммет. Три небольших участка расположены в северо-восточной части округа Шарлевой. Общая площадь Литл-Траверс-Бей, включая трастовые земли (2,615 км²),  составляет 4,853 км², из них 4,842 км² приходится на сушу и 0,011 км² — на воду. Административным центром резервации и штаб-квартирой племени является город Харбор-Спрингс.

## Демография
По данным федеральной переписи населения 2010 года, в резервации проживал 51 человек. Согласно федеральной переписи населения 2020 года в резервации проживало 92 человека, насчитывалось 22 домохозяйства и 41 жилой дом. Средний возраст, проживающих в Литл-Траверс-Бее, составлял 50,3 года. Доход среднего домохозяйства в индейской резервации составлял 48 750 долларов США. Около 3,8 % всего населения находились за чертой бедности, в том числе ни одного из тех, кому ещё не исполнилось 18 лет, и ни одного старше 65 лет.
Расовый состав распределился следующим образом: белые — 21 чел., коренные американцы (индейцы США) — 51 чел., океанийцы — 1 чел., представители других рас — 4 чел., представители двух или более рас — 15 человек; испаноязычные или латиноамериканцы любой расы составили 6 человек. Плотность населения составляла 18,9 чел./км².

## Комментарии
1. ↑  В состав резервации входит часть населённого пункта.